# Beaumais
Beaumais település Franciaországban, Calvados megyében. Lakosainak száma 167 fő (2022. január 1.). Beaumais Crocy, Fresné-la-Mère, Morteaux-Coulibœuf, Norrey-en-Auge, Pertheville-Ners és Les Moutiers-en-Auge községekkel határos.

## Népesség
A település népességének változása:
| Lakosok száma | 217  | 169  | 157  | 187  | 174  | 178  | 181  | 172  | 167  | 167  |
|               | 1968 | 1982 | 1990 | 2006 | 2013 | 2015 | 2017 | 2019 | 2020 | 2022 |